# Sunset Beach, North Carolina
Sunset Beach är en ort i Brunswick County, North Carolina, USA.